# Time (časopis)
Time je tjedni američki časopis koji pokriva svjetske teme u politici, znanosti i društvu kao i značajne događaje iz povijesti. Time se smatra jednim od najutjecajnijih časopisa današnjice, a poznat je i po tome što svake godine odabire osobu godine koja se obično nađe na njegovoj naslovnoj stranici. Prvo izdanje časopisa Time bilo je 1923. godine.
Europsko izdanje (Time Europe) izdaje se u Londonu i distribuira se po Bliskom istoku, Africi a od 2003. i Južnoj Americi. Azijsko izdanje (Time Asia) ima sjedište u Hong Kongu, dok je sjedište kanadskog izdanja u Torontu. Južnopacifičko izdanje, koje pokriva Australiju, Novi Zeland i pacifičke otoke, ima sjedište u Sydneyju.
Svake godine časopis Time bira Osobu godine koje su bili najutjecajnije te godine, bilo da se radilo o dobrim ili lošim djelima.

## Vanjske poveznice
- TIME.com
- TIMEeurope.com  Arhivirana inačica izvorne stranice od 5. siječnja 2009. (Wayback Machine)
- TIMEasia.com  Arhivirana inačica izvorne stranice od 3. lipnja 2020. (Wayback Machine), pristupljeno 30. kolovoza 2013.
- TIMEpacific.com  Arhivirana inačica izvorne stranice od 5. siječnja 2013. (Wayback Machine), pristupljeno 30. kolovoza 2013.